# Egitto ai Giochi della XXIX Olimpiade
L'Egitto ha partecipato ai Giochi della XXIX Olimpiade di Pechino, svoltisi dall'8 al 24 agosto 2008, con una delegazione di 100 atleti.

## Medaglie
| Medaglia | Atleta        | Sport | Evento         |
| -------- | ------------- | ----- | -------------- |
| Bronzo   | Hesham Mesbah | Judo  | 90 kg maschile |

## Atletica leggera
| Gara  | Atleta    | Batterie | Batterie | Quarti | Quarti | Semifinali | Semifinali | Finale | Finale |
| Gara  | Atleta    | Tempo    | Pos.     | Tempo  | Pos.   | Tempo      | Pos.       | Tempo  | Pos.   |
| ----- | --------- | -------- | -------- | ------ | ------ | ---------- | ---------- | ------ | ------ |
| 200 m | Amr Seoud | 20"75    | 5        | 20"55  | 6      |            |            |        |        |

| Gara                | Atleta          | Qualificazioni | Qualificazioni | Finale | Finale |
| Gara                | Atleta          | Misura         | Pos.           | Misura | Pos.   |
| ------------------- | --------------- | -------------- | -------------- | ------ | ------ |
| Getto del peso      | Yasser Farag    | 18,42 m        | 37             |        |        |
| Lancio del disco    | Omar El Ghazaly | 60,24 m        | 23             |        |        |
| Lancio del martello | Mohsen Anani    | nessuna misura | -              |        |        |

## Badminton
| Gara              | Atleta      | Turno 1                       | Sedicesimi                      | Ottavi | Quarti | Semifinali | Finale |
| ----------------- | ----------- | ----------------------------- | ------------------------------- | ------ | ------ | ---------- | ------ |
| Singolo femminile | Hadia Hosny | Deyanira Angulo (Messico) 2-1 | Petya Nedelcheva (Bulgaria) 0-2 |        |        |            |        |

## Canottaggio
| Gara                       | Atleta                                                    | Batterie | Batterie | Ripescaggi | Ripescaggi | Quarti  | Quarti | Semifinali | Semifinali         | Finale  | Finale       |
| Gara                       | Atleta                                                    | Tempo    | Pos.     | Tempo      | Pos.       | Tempo   | Pos.   | Tempo      | Pos.               | Tempo   | Pos.         |
| -------------------------- | --------------------------------------------------------- | -------- | -------- | ---------- | ---------- | ------- | ------ | ---------- | ------------------ | ------- | ------------ |
| Singolo                    | Aly Ibrahim                                               | 7'43"70  | 3        |            |            | 7'24"77 | 6      | 7'20"73    | 3 (semifinale C/D) | 7'26"06 | 8 (finale C) |
| Quattro senza pesi leggeri | Ibrahim Abd El Razek Mohamed Zidan Ahmed Gad Amin Ramadan | 6'11"71  | 5        | 6'37"50    | 4          |         |        |            |                    |         |              |

| Gara    | Atleta     | Batterie | Batterie | Ripescaggi | Ripescaggi | Quarti | Quarti | Semifinali | Semifinali | Finale  | Finale       |
| Gara    | Atleta     | Tempo    | Pos.     | Tempo      | Pos.       | Tempo  | Pos.   | Tempo      | Pos.       | Tempo   | Pos.         |
| ------- | ---------- | -------- | -------- | ---------- | ---------- | ------ | ------ | ---------- | ---------- | ------- | ------------ |
| Singolo | Heba Ahmed |          |          | 8'46"96    | 4          |        |        |            |            | 8'07"10 | 2 (finale E) |

## Equitazione
| Gara        | Atleta          | Cavallo | Qualificazioni | Qualificazioni | Qualificazioni | Qualificazioni | Qualificazioni | Qualificazioni | Finale  | Finale  | Finale  | Finale  | Finale | Finale |
| Gara        | Atleta          | Cavallo | Turno 1        | Turno 1        | Turno 2        | Turno 2        | Turno 3        | Turno 3        | Turno A | Turno A | Turno B | Turno B | Totale | Totale |
| Gara        | Atleta          | Cavallo | Pen.           | Pos.           | Pen.           | Pos.           | Pen.           | Pos.           | Pen.    | Pos.    | Pen.    | Pos.    | Pen.   | Pos.   |
| ----------- | --------------- | ------- | -------------- | -------------- | -------------- | -------------- | -------------- | -------------- | ------- | ------- | ------- | ------- | ------ | ------ |
| Individuale | Karim El Zoghby | Aladin  | 52             | 76             | abbandonato    | abbandonato    |                |                |         |         |         |         |        |        |

## Ginnastica artistica
| Gara                     | Atleta           | Volteggio | Corpo libero | Cavallo con maniglie | Anelli | Parallele | Sbarra | Trave  | Totale | Posizione | Finali  |
| ------------------------ | ---------------- | --------- | ------------ | -------------------- | ------ | --------- | ------ | ------ | ------ | --------- | ------- |
| Qualificazioni maschili  | Mohamed Serour   | 15,325    | 13,450       | 13,250               | 12,675 | 12,375    | 14,125 |        | 81,200 | 44        | nessuna |
| Qualificazioni femminili | Sherine El-Zeiny | 13,750    | 12,650       |                      |        | 10,600    |        | 13,000 | 50,000 | 61        | nessuna |

## Judo
| Gara    | Atleta           | Preliminari | Tabellone principale                  | Tabellone principale                    | Tabellone principale | Tabellone principale | Tabellone principale | Ripescaggi                                 | Ripescaggi                             | Ripescaggi                               | Ripescaggi                                   |
| Gara    | Atleta           | Preliminari | Sedicesimi                            | Ottavi                                  | Quarti               | Semifinali           | Finale               | 1º turno                                   | Quarti                                 | Semifinali                               | Finale                                       |
| ------- | ---------------- | ----------- | ------------------------------------- | --------------------------------------- | -------------------- | -------------------- | -------------------- | ------------------------------------------ | -------------------------------------- | ---------------------------------------- | -------------------------------------------- |
| 66 kg   | Amin El Hady     |             | Armen Nazaryan (Armenia) 0001-0000    | Yordanis Arencibia (Cuba) 0000-0001     |                      |                      |                      | Daniel García González (Andorra) 1001-0001 | Taylor Takata (Stati Uniti) 1000-0001  | Mirali Sharipov (Uzbekistan) 0001-0101   |                                              |
| 90 kg   | Hesham Mesbah    |             | Choi Sun-Hi (Corea del Sud) 0001-0000 | Irak'li Tsirek'idze (Georgia) 0001-0010 |                      |                      |                      |                                            | Elxan Məmmədov (Azerbaigian) 0011-0010 | Andrei Kazusenok (Bielorussia) 1001-0001 | Yves-Matthieu Dafreville (Francia) 1000-0000 |
| +100 kg | Islam El Shehaby |             | Barna Bor (Ungheria) 0120-0010        | Satoshi Ishii (Giappone) 0000-1001      |                      |                      |                      | Paolo Bianchessi (Italia) 0000-0010        |                                        |                                          |                                              |

| Gara   | Atleta        | Preliminari | Tabellone principale          | Tabellone principale | Tabellone principale | Tabellone principale | Tabellone principale | Ripescaggi                             | Ripescaggi                             | Ripescaggi | Ripescaggi |
| Gara   | Atleta        | Preliminari | Sedicesimi                    | Ottavi               | Quarti               | Semifinali           | Finale               | 1º turno                               | Quarti                                 | Semifinali | Finale     |
| ------ | ------------- | ----------- | ----------------------------- | -------------------- | -------------------- | -------------------- | -------------------- | -------------------------------------- | -------------------------------------- | ---------- | ---------- |
| +78 kg | Samah Ramadan |             | Idalys Ortiz (Cuba) 0000-0110 |                      |                      |                      |                      | Janelle Shepherd (Australia) 1000-0000 | Kim Na-Young (Corea del Sud) 0000-0200 |            |            |

## Lotta
| Gara  | Atleta        | Tabellone principale | Tabellone principale       | Tabellone principale | Tabellone principale | Ripescaggi  | Ripescaggi    | Ripescaggi |
| Gara  | Atleta        | Ottavi               | Quarti                     | Semifinali           | Finale               | Primo turno | Secondo turno | Finale     |
| ----- | ------------- | -------------------- | -------------------------- | -------------------- | -------------------- | ----------- | ------------- | ---------- |
| 60 kg | Hassan Madani |                      | Morad Mohammadi (Iran) 0-9 |                      |                      |             |               |            |
| 96 kg | Saleh Emara   |                      | Saeid Ebrahimi (Iran) 5-6  |                      |                      |             |               |            |

| Gara  | Atleta      | Tabellone principale           | Tabellone principale | Tabellone principale | Tabellone principale | Ripescaggi  | Ripescaggi    | Ripescaggi |
| Gara  | Atleta      | Ottavi                         | Quarti               | Semifinali           | Finale               | Primo turno | Secondo turno | Finale     |
| ----- | ----------- | ------------------------------ | -------------------- | -------------------- | -------------------- | ----------- | ------------- | ---------- |
| 63 kg | Haiat Farag | Randi Miller (Stati Uniti) 3-0 |                      |                      |                      |             |               |            |

| Gara   | Atleta                  | Tabellone principale               | Tabellone principale         | Tabellone principale | Tabellone principale | Ripescaggi                   | Ripescaggi    | Ripescaggi |  |
| Gara   | Atleta                  | Ottavi                             | Quarti                       | Semifinali           | Finale               | Primo turno                  | Secondo turno | Finale     |  |
| ------ | ----------------------- | ---------------------------------- | ---------------------------- | -------------------- | -------------------- | ---------------------------- | ------------- | ---------- |  |
| 55 kg  | Mostafa Hassan          | Rövşən Bayramov (Azerbaigian) 0-12 |                              |                      |                      | Yagnier Hernandez (Cuba) 1-9 |               |            |  |
| 60 kg  | Ashraf Mohamed Meligy   | Eusebiu Diaconu (Romania) 3:3      |                              |                      |                      |                              |               |            |  |
| 96 kg  | Karam Gaber             |                                    | Elis Guri (Albania) 3:1      |                      |                      |                              |               |            |  |
| 120 kg | Yasser Abdelrahman Sakr |                                    | Yuri Patrikeev (Armenia) 3:1 |                      |                      |                              |               |            |  |

## Nuoto
| Gara              | Atleta            | Batterie | Batterie | Semifinali | Semifinali | Finale    | Finale |
| Gara              | Atleta            | Tempo    | Pos.     | Tempo      | Pos.       | Tempo     | Pos.   |
| ----------------- | ----------------- | -------- | -------- | ---------- | ---------- | --------- | ------ |
| 50 m stile libero | Mohamed El Nady   | 23"92    | 54       |            |            |           |        |
| 100 m farfalla    | Ahmed Nada        | 55"59    | 61       |            |            |           |        |
| 10 km             | Mohamed El Zanaty |          |          |            |            | 1'55"17.0 | 20     |

## Nuoto sincronizzato
| Gara    | Atlete | Technical Routine | Technical Routine | Free Routine (preliminari) | Free Routine (preliminari) | Free Routine (finale) | Free Routine (finale) | Punteggio totale | Posizione finale |
| Gara    | Atlete | Punteggio         | Pos.              | Punteggio                  | Pos.                       | Punteggio             | Pos.                  | Punteggio totale | Posizione finale |
| ------- | --- | ----------------- | ----------------- | -------------------------- | -------------------------- | --------------------- | --------------------- | ---------------- | ---------------- |
| Duo     | Dalia El Gebaly Reem Abdalazem | 80,833            | 24                | 80,500                     | 24                         |                       |                       |                  |                  |
| Squadre | Nouran Saleh Dalia El Gebaly Mai Mohamed Shaza El Sayed Lamyaa Badawi Reem Abdalazem Aziza Abdelfattah Hagar Badran Youmna Khallaf | 79,500            | 8                 |                            |                            | 82,166                | 8                     | 80,833           | 8                |

## Pallamano

### Torneo maschile
La nazionale egiziana si è qualificata per i Giochi vincendo il campionato africano del 2008.

#### Squadra
La squadra era composta da:
- Mohamed Nakib (portiere)
- Walid Abdel Maksoud (portiere)
- Hussein Mabrouk (terzino sinistro)
- Moustafa Hussien (ala destra)
- Ahmed El Ahmar (terzino destro)
- Mohamed Ramadan (pivot)
- Abouelfetoh Abdelrazek (terzino destro)
- Mahmoud Hassaballah (centrale)
- Hassan Mabrouk (terzino sinistro)
- Mohamed Abd Elsalam (terzino sinistro)
- Belal Mabrouk (ala sinistra)
- Hany El Fakhrany (pivot)
- Hassan Yousry (centrale)
- Hussein Zaky (terzino sinistro)

#### Prima fase
| Arbitro: | Bord (FRA), Buy (FRA) |

|                |           |            |
| Christiansen 6 | Marcatori | El Ahmar 8 |

| Arbitro: | Liudowyk (UKR), Vakula (UKR) |

|             |           |               |
| El Ahmar 10 | Marcatori | Rastvortsev 8 |

| Arbitro: | Krstic (SLO), Ljubic (SLO) |

|            |           |        |
| Glandorf 7 | Marcatori | Zaky 7 |

| Arbitro: | Breto (ESP), Huelin (ESP) |

|               |           |        |
| Abd Elsalam 8 | Marcatori | Paek 7 |

| Arbitro: | Din (ROU), Dinu (ROU) |

|               |           |        |
| Sigurðsson 10 | Marcatori | Zaky 9 |

| Squadra          | Giocate | Vinte | Pareggiate | Perse | Gol fatti | Gol subiti | Differenza reti | Punti |
| ---------------- | ------- | ----- | ---------- | ----- | --------- | ---------- | --------------- | ----- |
| 1. Corea del Sud | 5       | 3     | 0          | 2     | 122       | 129        | -7              | 6     |
| 2. Danimarca     | 5       | 2     | 2          | 1     | 137       | 131        | 6               | 6     |
| 3. Islanda       | 5       | 2     | 2          | 1     | 151       | 146        | 5               | 6     |
| 4. Russia        | 5       | 2     | 1          | 2     | 126       | 121        | 5               | 5     |
| 5. Germania      | 5       | 2     | 1          | 2     | 126       | 130        | -4              | 5     |
| 6. Egitto        | 5       | 0     | 2          | 3     | 127       | 132        | -5              | 2     |

## Pallavolo

### Torneo maschile
La nazionale egiziana si è qualificata per i Giochi vincendo il torneo preolimpico africano.

#### Squadra
I giocatori convocati sono stati:
- Hamdy Awad
- Abdalla Ahmed
- Mohamed Gabal
- Ahmed Abdel Naeim
- Abdel Latif Ahmed
- Wael Al Aydy
- Ashraf Abouelhassan
- Saleh Youssef
- Mohamed Badawy
- Hossameldin Gomaa
- Mohamed Seif Elnasr
- Mahmoud Abd El kader

#### Prima fase
| 10 agosto | 14.30 | Brasile  | 3 - 0 (25-19, 25-15, 25-18) | Egitto  | Capital Indoor Stadium                    |
| 12 agosto | 12.00 | Egitto   | 0 - 3 (21-25, 18-25, 10-25) | Polonia | Beijing Institute of Technology Gymnasium |
| 14 agosto | 12.00 | Germania | 3 - 0 (29-27, 25-21, 25-21) | Egitto  | Beijing Institute of Technology Gymnasium |
| 16 agosto | 12.00 | Russia   | 3 - 0 (25-19, 25-14, 25-18) | Egitto  | Beijing Institute of Technology Gymnasium |
| 18 agosto | 14.30 | Egitto   | 0 - 3 (16-25, 13-25, 17-25) | Serbia  | Capital Indoor Stadium                    |

| posiz | squadra  | G | W | P | Sv | Sp | Quoz  | Pf  | Ps  | Quoz  | Pts |
| ----- | -------- | - | - | - | -- | -- | ----- | --- | --- | ----- | --- |
| 1     | Brasile  | 5 | 4 | 1 | 13 | 4  | 3,250 | 427 | 373 | 1,145 | 9   |
| 2     | Russia   | 5 | 4 | 1 | 14 | 7  | 2,000 | 496 | 447 | 1,110 | 9   |
| 3     | Polonia  | 5 | 4 | 1 | 12 | 6  | 2,000 | 434 | 404 | 1,074 | 9   |
| 4     | Serbia   | 5 | 2 | 3 | 9  | 10 | 0,900 | 440 | 439 | 1,002 | 7   |
| 5     | Germania | 5 | 1 | 4 | 6  | 12 | 0,500 | 418 | 440 | 0,950 | 6   |
| 6     | Egitto   | 5 | 0 | 5 | 0  | 15 | 0,000 | 277 | 379 | 0,731 | 5   |

## Pentathlon moderno
| Gara      | Atleta         | Tiro  | Tiro  | Scherma  | Scherma | Nuoto   | Nuoto | Equitazione | Equitazione | Corsa    | Corsa | Punteggio totale | Posizione |
| Gara      | Atleta         | Punti | Punt. | Vittorie | Punt.   | Tempo   | Punt. | Punti       | Punt.       | Tempo    | Punt. | Punteggio totale | Posizione |
| --------- | -------------- | ----- | ----- | -------- | ------- | ------- | ----- | ----------- | ----------- | -------- | ----- | ---------------- | --------- |
| Maschile  | Amro El Geziry | 174   | 1024  | 15       | 760     | 1'55"86 | 1412  | 144,79      | 484         | 9'58"55  | 1008  | 4668             | 32        |
| Femminile | Omnia Fakhry   | 186   | 1168  | 17       | 808     | 2'15"72 | 1292  | 102,51      | 776         | 11'32"19 | 952   | 4996             | 30        |
| Femminile | Aya Medany     | 184   | 1144  | 22       | 928     | 2'15"69 | 1292  | 71,78       | 1004        | 10'36"05 | 1176  | 5544             | 8         |

## Pugilato
| Gara              | Atleta           | Sedicesimi                            | Ottavi                              | Quarti                     | Semifinali | Finale |
| ----------------- | ---------------- | ------------------------------------- | ----------------------------------- | -------------------------- | ---------- | ------ |
| Pesi welter       | Hosam Bakr Abdin |                                       | Non Boonjumnong (Thailandia) 11-10  | Carlos Banteux (Cuba) 3-10 |            |        |
| Pesi medi         | Mohamed Hikal    | James DeGale (Gran Bretagna) 4-13     |                                     |                            |            |        |
| Pesi mediomassimi | Ramadan Yasser   | Ramazan Magomedov (Bielorussia) 10-10 | Abdelhafid Benchabla (Algeria) 6-13 |                            |            |        |

## Scherma
| Gara                 | Atleta                                             | Turno 1                            | Sedicesimi                         | Ottavi | Quarti        | Semifinali                                 | Finale                              |
| -------------------- | -------------------------------------------------- | ---------------------------------- | ---------------------------------- | ------ | ------------- | ------------------------------------------ | ----------------------------------- |
| Fioretto individuale | Mostafa Nagaty                                     |                                    | Gerek Meinhardt (Stati Uniti) 3-15 |        |               |                                            |                                     |
| Sciabola individuale | Mahmoud Samir                                      | Renzo Agresta (Brasile) 10-15      |                                    |        |               |                                            |                                     |
| Sciabola individuale | Shadi Talaat                                       | Valeryj Pryemka (Bielorussia) 7-15 |                                    |        |               |                                            |                                     |
| Sciabola individuale | Gamal Fathy                                        | Philippe Beaudry (Canada) 10-15    |                                    |        |               |                                            |                                     |
| Spada individuale    | Ahmed Nabil                                        | Nikolai Novosjolov (Estonia) 8-15  |                                    |        |               |                                            |                                     |
| Sciabola a squadre   | Mahmoud Samir Gamal Fathy Shadi Talaat Tamim Ghazy |                                    |                                    |        | Francia 31-45 | Bielorussia 22-45 (semifinali 5º-8º posto) | Ungheria 25-45 (finale 7º-8º posto) |

| Gara                 | Atleta                                                    | Turno 1                             | Sedicesimi                           | Ottavi | Quarti       | Semifinali                          | Finale                             |
| -------------------- | --------------------------------------------------------- | ----------------------------------- | ------------------------------------ | ------ | ------------ | ----------------------------------- | ---------------------------------- |
| Fioretto individuale | Iman Shaban                                               | Shaimaa El Gammal (Egitto) 12-15    |                                      |        |              |                                     |                                    |
| Fioretto individuale | Shaimaa El Gammal                                         | Iman Shaban (Egitto) 15-12          | Nam Hyun-Hee (Corea del Sud) 6-15    |        |              |                                     |                                    |
| Fioretto individuale | Iman El Gammal                                            | Indra Angad-Gaur (Paesi Bassi) 4-13 |                                      |        |              |                                     |                                    |
| Spada individuale    | Aya El Sayed                                              |                                     | Hajnalka Kiraly Picot (Francia) 7-15 |        |              |                                     |                                    |
| Fioretto a squadre   | Iman Shaban Iman El Gammal Salma Soueif Shaimaa El Gammal |                                     |                                      |        | Russia 23-45 | Cina 24-45 (semifinali 5º-8º posto) | Polonia 14-45 (finale 7º-8º posto) |

## Sollevamento pesi
| Gara   | Atleta               | Strappo | Strappo | Slancio | Slancio | Totale | Posizione |
| Gara   | Atleta               | Ris.    | Pos.    | Ris.    | Pos.    | Totale | Posizione |
| ------ | -------------------- | ------- | ------- | ------- | ------- | ------ | --------- |
| 62 kg  | Mohamed Abd Elbaki   | 129     | 12      | 159     | 7       | 288    | 8         |
| 69 kg  | Tarik Abdelazim      | 138     | 12      | 172     | 6       | 310    | 11        |
| 77 kg  | Mahmoud Elhaddad     | 150     | 15      | 192     | 7       | 342    | 12        |
| 105 kg | Abdelrahman El Sayed | 175     | 13      | 210     | 14      | 385    | 14        |

| Gara  | Atleta      | Strappo | Strappo | Slancio | Slancio | Totale | Posizione |
| Gara  | Atleta      | Ris.    | Pos.    | Ris.    | Pos.    | Totale | Posizione |
| ----- | ----------- | ------- | ------- | ------- | ------- | ------ | --------- |
| 69 kg | Abir Khalil | 105     | 6       | 133     | 5       | 238    | 5         |

## Taekwondo
| Gara   | Atleta        | Ottavi | Tabellone principale        | Tabellone principale | Tabellone principale | Ripescaggi                   | Ripescaggi                          |
| Gara   | Atleta        | Ottavi | Quarti                      | Semifinali           | Finale               | Semifinali                   | Finale                              |
| ------ | ------------- | ------ | --------------------------- | -------------------- | -------------------- | ---------------------------- | ----------------------------------- |
| +67 kg | Noha Abd Rabo |        | Nina Solheim (Norvegia) 3-9 |                      |                      | Chan Che Chew (Malaysia) 5-1 | Sarah Stevenson (Gran Bretagna) 1-5 |

## Tennis tavolo
| Gara              | Atleta             | Preliminari                         | Turno 1                         | Turno 2 | Turno 3 | Turno 4 | Quarti | Semifinali | Finale |
| ----------------- | ------------------ | ----------------------------------- | ------------------------------- | ------- | ------- | ------- | ------ | ---------- | ------ |
| Singolo maschile  | El-Sayed Lashin    | Pablo Tabachnik (Argentina) 4-2     | Marcos Freitas (Portogallo) 1-4 |         |         |         |        |            |        |
| Singolo maschile  | Adel Massaad       | Alfredo Carneros (Spagna) 2-4       |                                 |         |         |         |        |            |        |
| Singolo maschile  | Ahmed Ali Saleh    | Kyle Davis (Australia) 4-1          | Damien Eloi (Francia) 3-4       |         |         |         |        |            |        |
| Singolo femminile | Shaimaa Abdul-Aziz | Li-Chun Pan (Taipei cinese) 0-4     |                                 |         |         |         |        |            |        |
| Singolo femminile | Noha Yousry        | Tetyana Sorochinskaya (Ucraina) 0-4 |                                 |         |         |         |        |            |        |

## Tiro
| Gara                         | Atleta           | Qualificazioni | Qualificazioni | Finale    | Finale |
| Gara                         | Atleta           | Punteggio      | Pos.           | Punteggio | Pos.   |
| ---------------------------- | ---------------- | -------------- | -------------- | --------- | ------ |
| Carabina 50 m a terra        | Hazem Mohamed    | 576            | 56             |           |        |
| Carabina 50 m tre posizioni  | Mohamed Amer     | 1135           | 46             |           |        |
| Carabina 10 m aria compressa | Mohamed Abdellah | 586            | 43             |           |        |
| Pistola 10 m aria compressa  | Mahmod Abdelaly  | 563            | 47             |           |        |
| Pistola 50 m                 | Samy Razaek      | 549            | 32             |           |        |
| Skeet                        | Franco Donato    | 106            | 36             |           |        |
| Trap                         | Adham Medhat     | 108            | 32             |           |        |

| Gara                         | Atleta             | Qualificazioni | Qualificazioni | Finale    | Finale |
| Gara                         | Atleta             | Punteggio      | Pos.           | Punteggio | Pos.   |
| ---------------------------- | ------------------ | -------------- | -------------- | --------- | ------ |
| Carabina 10 m aria compressa | Shimaa Abdel-Latif | 393            | 23             |           |        |
| Skeet                        | Mona El-Hawary     | 50             | 19             |           |        |

## Tiro con l'arco
| Gara                  | Atleta          | Turno di qualificazione | Turno di qualificazione | Turno 1                              | Turno 2 | Ottavi | Quarti | Semifinali | Finale |
| Gara                  | Atleta          | Punteggio               | Pos.                    | Turno 1                              | Turno 2 | Ottavi | Quarti | Semifinali | Finale |
| --------------------- | --------------- | ----------------------- | ----------------------- | ------------------------------------ | ------- | ------ | ------ | ---------- | ------ |
| Individuale maschile  | Maged Youssef   | 605                     | 62                      | Viktor Ruban (Ucraina) 96-111        |         |        |        |            |        |
| Individuale femminile | Soha Abed Elaal | 587                     | 57                      | Naomi Folkard (Gran Bretagna) 95-107 |         |        |        |            |        |